# Bumper Robinson
Larry C. Robinson II, conhecido como Bumper Robinson (Cleveland, 19 de junho de 1974), é um ator norte-americano.
Sua primeira atuação como ator foi no telefilme da CBS "Cocaine and Blue Eyes", de 1983, quando fez o filho do protagonista vivido por O. J. Simpson. Ainda na década de 1980, trabalhou em Enemy Mine (no papel de Zammis), Days of our Lives, Hill Street Blues, Family Matters, The O. J. Simpson Story (em 1995, vivendo o papel de O. J. Simpson quando jovem) entre outros seriados e filmes.
Suas atuações mais recorrentes ocorrem na televisão norte-americana, como Son of the Beach, The Game, CSI: NY, Bones, porém, atuou em algumas produções cinematográficas, como Behind Enemy Lines e White Man's Burden.
O ator também é um conceituado dublador, com centenas de trabalhos efetuados na televisão e no cinema norte-americano.